# Giovanni De Falco
Giovanni Raffaele Francesco  De Falco (Bracigliano, 28 maggio 1818 – Napoli, 25 febbraio 1886) è stato un politico e magistrato italiano, senatore del Regno.
Fu Ministro di Grazia e Giustizia e Culti del Regno d'Italia nei Governi La Marmora III e Lanza.